# 仏祖統紀
『仏祖統紀』（佛祖統紀、ぶっそとうき）は、中国の南宋の僧志磐が、咸淳5年（1269年）に撰した仏教史書である。全54巻。天台宗を仏教の正統に据える立場から編纂されている。

## 概要
本書は、南宋の景遷による『宗源録』や宗鑑による『釈門正統』の基礎の上に編纂されたものである。宝祐6年（1258年）から咸淳5年（1269年）の間の12年間を費やして編纂された。

### 構成
本書は、『釈門正統』が編年体によって叙述したのを受けて、紀伝体による叙述を行なった。
1. 本紀（8巻）
  1. 釈迦仏伝（巻1-4）
  2. 西土二十四祖（巻5）
  3. 東土九祖（巻6,7）
  4. 興道下八祖（巻8）
2. 世家（2巻）
  1. 天台宗旁出諸師略伝（巻9,10）
3. 列伝（12巻）
  1. 天台宗諸師法嗣略伝（巻11-22）
4. 表（2巻）
  1. 歴代伝教表（巻23）
  2. 仏祖世系表（巻24）
5. 志（30巻）
  1. 山家教典志（巻25）
  2. 浄土立教志（巻26-28）
  3. 諸宗立教志（巻29）
  4. 三世出興志（巻30）
  5. 世界名体志（巻31,32）
  6. 法門光顕志（巻33）
  7. 法運通塞志（巻34-48）
  8. 名文光教志（巻49,50）
  9. 歴代会要志（巻51-54）

の5篇19科を立てた。

### 内容
本書が詳細に記述するのは、天台宗の伝法世系であり、兼ねてその他の各宗に渉っている。引用する内外の典籍は200種に近い。本書の欠点は、収録する名僧の間に往々にして僧名を記さず、山名、師号、寺名などによって代替し、徒らに後世の研究の困窮を増していることである。
その「志」中の「法運通塞志」（ほううん つうそくし、第34-48巻、全15巻）は、編年体の通史に相当する部分であり、『釈門正統』や、禅宗史書である『隆興仏教編年通論』などの先行書、元代の『仏祖歴代通載』、明代の『釈氏稽古略』などの後代の書と同様、仏教伝来以来の歴史を通観するのに便利な書物となっている。但し、唐代以前の部分に関しては、引用の誤りなども散見されるため、利用する際には、原典に当たって記述を確認する必要がある。
また、その中には、仏教のみにとどまらず、道教・マニ教・ゾロアスター教などの記事も含まれるため、天台宗史・中国仏教史のみならず、中国の宗教史の研究の上で、貴重な資料を提供している。

## テキスト
『大正新脩大蔵経』巻49「史伝部」所収本等の各種のテキストがある。但し、『大日本続蔵経』所収本は、全55巻であり、元より明初に至る記事が後人の手で増補されている。

## 翻訳
- Thomas Jülch, Zhipan’s Account of the History of Buddhism in China, Volume 1: Fozu tongji, juan 34-38: From the Times of the Buddha to the Nanbeichao Era, Sinica Leidensia, no. 93, Brill, 2009. 34巻から38巻までの訳注研究。